# 특명전대 고버스터즈 vs. 해적전대 고카이저 THE MOVIE
《특명전대 고버스터즈 vs. 해적전대 고카이저 THE MOVIE》(일본어: 特命戦隊ゴーバスターズVS海賊戦隊ゴーカイジャー THE MOVIE 토쿠메이 센타이 고바스타즈 VS 가이조쿠 센타이 고카이쟈 THE MOVIE[*])은 《슈퍼 전대 시리즈》의 《특명전대 고버스터즈》와 《해적전대 고카이저》의 극장판으로, 고버스터즈와 고카이저의 "VS 시리즈"에 해당하는 작품이다. 특수 촬영 히어로 프로그램 〈슈퍼 전대 시리즈〉《특명전대 고버스터즈》의 영화화 작품이며, 슈퍼 전대 VS시리즈의 하나. 최종 흥행 수입 4억 3,000만엔이다.

## 개요
《특명전대 고버스터즈》와 《해적전대 고카이저》의 크로스 오버 작품이며 《극장판 염신전대 고온저 vs. 게키레인저》에서 계속되고 있는 슈퍼 전대제 제5탄 기념작이기도 하다.
슈퍼 전대 V시네마의 전개가 시작된 뒤 타이틀 로고는 현역 전대 측이 통상의 프로그램 타이틀 로고, 「VS」후의 전작 전대 측은 직함이 없는("○ ○ 전대"이 없음)이라고 하는 편성의 포맷이었으나 본 작품에서는 전작의 전대도 현역 전대처럼 통상 프로그램 타이틀 로고를 포함한 형태가 되었다. 또 고버스터즈의 초기 멤버 3명과 고카이저의 초기 멤버 5명은 지금 시리즈에서는 드물게 서로 그 존재를 인식하고 있다.
《고카이저》의 크로스 오버 요소는 본 작품에서도 구현되어 있으며, 과거의 슈퍼 전대에 등장한 인물이나 거대 로봇을 참전하고 VS시리즈의 극장판에의 본격적인 이행을 경계로 폐사된「공룡」도 오랜만에 등장한다. 과거의 〈슈퍼 전대제〉와 마찬가지로 TV방송 시작 전의 새 전대 《수전전대 쿄류저》가 방송 개시에 최초로 선행으로 등장한다. 이번에는 공룡 레드만 레드 버스터와 고 스카이 레드의 면전에서 등장한다는 기존과 다른 형태로 첫선으로 보인다. 이를 바탕으로 다음 작품 《수전전대 쿄류저 vs. 고버스터즈 공룡대결전 안녕히 영원한 친구여》에서는 본작으로 레드 버스터와 공룡 레드가 대면한 설정이 반영되어 있다.
각본가 시모야마 켄토 인터뷰에서는 초기 안에서 시간 이동할 예정의 시대는 3000년 전·에도 시대, 가까운 미래의 3개로 고 카이저와 고 버스터스 전원이 날리자 버디 로이드가 현대에 남을 것이었다며, 고카이저와 고버스터즈는 3000년 전·에도 시대, 가까운 미래에서 3000년 전 《성수전대 긴가맨》에도 시대의 《사무라이전대 신켄저》와 와 협연할 생각이었다고 되어 있으며 극중 신켄 레드/시바 카오루가 등장한 것은 초기 방안의 흔적이다. 또 현대에 돌아가는 방법도 초기 안에서는 《미래전대 타임레인저》에 등장하는 시간 보호사가 각 시대의 고카이저와 고버스터즈를 회수한다. 그 후 엔터의 방해로 연료의 람다 2000을 빼앗기는 바람에 버디 로이드의 에너지론에서 대용하는 식으로 전개했다.

## 출연진
《특명전대 고버스터즈》
- 사쿠라다 히로무(레드 버스터) : 스즈키 카즈히로
- 이와사키 류지(블루 버스터) : 바바 료마
- 우사미 요코(옐로 버스터) : 코미야 아리사
- 진 마사토(비트 버스터) : 마츠모토 히로야
- 비트 J 스테그(스태그 버스터) (음성) : 나카무라 유이치
- 쿠로키 타케시 : 사사키 히데오
- 모리시타 토오루 : 타카하시 나오토
- 나카무라 미호 : 니시히라 후우카
- 엔터 : 진나이 쇼
- 에스케이프 : 미사키 아야메

《해적전대 고카이저》
- 캡틴 마벨러스(고카이 레드) : 오자와 료타
- 조 깁켄(고카이 블루) : 야마다 유키
- 루카 밀피(고카이 옐로) : 이치미치 마오
- 돈 도코이어(고카이 그린) : 시미즈 카즈키
- 아임 드 파미유(고카이 핑크) : 코이케 유이
- 이카리 가이(고카이 실버) : 이케다 준야
- 바스코 타 조로키아 (인간/완전체 목소리) : 호소가이 케이
- 시바 카오루(進 신켄 레드) : 나츠이 루나

### 캐스트
- 사쿠라다 리카 : 요시키 리사
- 사리 (음성) : 고구민
- 치다 닉 : 성우 후지와라 케이지
- 고리사키 바나나 : 성우 겐다 텟쇼
- 우사다 레터스 (음성) : 스즈키 타츠히사
- 네비 (음성) : 타무라 유카리
- 대장 제라싯트 (음성) : 사쿠라이 타카히로
- 바커스 길 (음성) : 하시 타카야
- 야츠덴와니 (음성) : 츠쿠이 쿄세이
- 고카이저 각종 아이템 (음성) : 세키 토모카즈
- GB 카스텀 바이저 (음성) : 미즈키 이치로

### 내용주
1. ↑  공룡 자 외의 4명은 늦게 왔기 때문 타이틀 표기의 2전대와 직접 대면하지는 않았다.

### 참조화수
1. ↑  「2013年 日本映画・外国映画業界総決算」、『キネマ旬報（2月下旬決算特別号）』第1656号、キネマ旬報社、2014年、201頁.
2. ↑  《수전전대 쿄류저 vs. 고버스터즈 공룡대결전 안녕히 영원한 친구여》 극장 책자, P.20, 산죠 리쿠 인터뷰.